# Emblema de Jerusalem
L'Emblema de Jerusalem (en hebreu: סמל ירושלים) (transliterat: Semel Yerushalayim) és el símbol oficial de la ciutat des de 1950. La figura principal de l'emblema és un lleó, que es mostra rampant, que representa al Lleó de Judà, el símbol de la Tribu de Judà i més tard el Regne de Judá, la capital del qual era Jerusalem. El fons de l'emblema representa les Muralles de Jerusalem i el Mur de les Lamentacions, i les branques d'olivera representen la recerca de la pau. La inscripció damunt de l'escut és el nom en hebreu de Jerusalem (Yerushalayim).
Poc després de la fundació de l'Estat d'Israel, el batlle de la ciutat Gershon Agron va crear un concurs de disseny entre dissenyadors gràfics per escollir l'emblema de la ciutat. El disseny guanyador va ser realitzat per un equip dirigit per Eliyahu Koren, director i fundador del departament gràfic del Fons Nacional Jueu, i un influent tipògraf i dissenyador de llibres.
En 1943 el municipi de Jerusalem havia aprovat un emblema diferent per la ciutat, però les autoritats del Mandat Britànic mai van ratificar aquesta decisió.